# 環狀星雲 (NGC 6822)
在巴納德星系中的環狀星雲官方正式的名稱是Hubble 1925 III(羅馬數字的3)，當時他首度被記錄在哈伯1925年的論文：N.G.C. 6822, A Remote Stellar System。它包含一個明亮的電離氫區發射。在Paul W. Hodge's1977年的論文中它被註記為Hodge 4。
它的外觀與在大麥哲倫星系內發現的絲狀星雲非常相似 (參見Meaburn 1981)；它最類似於LMC中的圓環形星雲N70。

## 外部連結
- Clayton, C.A.  "The Dynamics of the giant ring nebula Hubble III in NGC 6822", Monthly Notices of the Royal Astronomical Society, vol. 226, May 15, 1987, p. 493-504